# Redundant
«Redundant» es el cuarto sencillo del álbum Nimrod de la banda estadounidense de Punk Rock, Green Day. Fue lanzado en 1998 obteniendo posiciones muy bajas en los conteos de música alrededor del mundo a pesar del apoyo brindado en la cadena musical MTV.

## Significado
Antes de que empiecen las grabaciones de Nimrod, el matrimonio de Billie Joe Armstrong esta en picada. Influenciado por este conflicto, Armstrong se refleja en la relación de dos puntos de vista, la primera es la pasión por su esposa, el segundo es el patrón repetitivo en la que la relación había caído. Con la frase "Cause I love you's not enough" habla de que no alcanza solo con el amor.

## Video musical
El vídeo musical fue dirigido por Mark Kohr, quien ya había trabajado anteriormente en varios de los videos de la banda. En el vídeo aparece la banda tocando la canción en el interior de una casa, mientras que la cámara los enfoca en una sola posición y sin hacer cambios de escena, y de fondo se ve mucha gente en situaciones distintas que se repiten a cada momento.

## Lista de canciones
| Sencillo en CD |                                            |          |  |
| N.º            | Título                                     | Duración |  |
| 1.             | «Redundant» (Richard Dodd Medium Wide Mix) | 3:17     |  |
| 2.             | «The Grouch» (Live)                        | 2:24     |  |
| 3.             | «Paper Lanterns» (Live)                    | 4:55     |  |

| Sencillo en CD #2 |                                            |          |  |
| N.º               | Título                                     | Duración |  |
| 1.                | «Redundant» (Richard Dodd Medium Wide Mix) | 3:17     |  |
| 2.                | «Reject» (Live)                            | 2:11     |  |
| 3.                | «She» (Live)                               | 2:28     |  |

| EP Australia |                                            |          |  |
| N.º          | Título                                     | Duración |  |
| 1.           | «Redundant» (Richard Dodd Medium Wide Mix) | 3:17     |  |
| 2.           | «The Grouch» (Live)                        | 2:24     |  |
| 3.           | «Paper Lanterns» (Live)                    | 4:55     |  |
| 4.           | «Reject» (Live)                            | 2:11     |  |
| 5.           | «She» (Live)                               | 2:28     |  |

| Sencillo en CD Australia |                                     |          |  |
| N.º                      | Título                              | Duración |  |
| 1.                       | «Redundant»                         | 3:17     |  |
| 2.                       | «Good Riddance (Time of Your Life)» | 2:34     |  |

| Vinilo de 7 pulgadas |                                            |          |  |
| N.º                  | Título                                     | Duración |  |
| 1.                   | «Redundant» (Richard Dodd Medium Wide Mix) | 3:17     |  |
| 2.                   | «The Grouch» (Live)                        | 2:24     |  |

| 7" Vinyl Box Set |                                |          |  |
| N.º              | Título                         | Duración |  |
| 1.               | «Redundant»                    | 3:17     |  |
| 2.               | «Nice Guys Finish Last»        | 2:49     |  |
| 3.               | «Prosthetic Head»              | 3:38     |  |
| 4.               | «Nice Guys Finish Last» (Live) | 2:58     |  |

| CD Promocional |                                            |          |  |
| N.º            | Título                                     | Duración |  |
| 1.             | «Redundant» (Album Version)                | 3:17     |  |
| 2.             | «Redundant» (Richard Dodd Medium Wide Mix) | 3:17     |  |

| CD Promocional Reino Unido |                                            |          |  |
| N.º                        | Título                                     | Duración |  |
| 1.                         | «Redundant» (Richard Dodd Medium Wide Mix) | 3:17     |  |

| CD Promocional Estados Unidos |                             |          |  |
| N.º                           | Título                      | Duración |  |
| 1.                            | «Redundant» (Album Version) | 3:17     |  |

- Datos: Q2721942